# Sfide
Sfide è stato un programma televisivo italiano che parlava in chiave giornalistica di sport. Ideato e curato da Simona Ercolani, è andato in onda su Rai 3 dal 23 dicembre 1998 al 2 agosto 2016 in seconda serata in periodi variabili, ma ogni tanto con speciali monotematici in prima serata. Inizialmente si parlava solo di calcio, poi il programma ha allargato i suoi orizzonti, tanto da assumere come slogan "lo sport come non l'avete mai visto".
Nella formula finale sono state condensate più storie sportive legate a eventi, personaggi o fatti poco noti. La regia è stata affidata ad Andrea Doretti.
Inizialmente senza conduttore (tranne per un breve periodo, nel 2002, con la conduzione in studio dell'autrice Simona Ercolani), dal 30 aprile 2012 al 2 agosto 2016 il programma è stato condotto in studio dall'ex pilota automobilistico e campione paralimpico di handbike Alex Zanardi.
La voce fuori campo che commenta i filmati è di Ughetta Lanari, preceduta in tale ruolo dai doppiatori Alberto Lori e Massimiliano Alto.
La sigla del programma è "Heroes" di David Bowie.
Nel 2014 la redazione del programma ha realizzato per il canale DMAX lo speciale Fino all'ultima meta, dedicato alle più belle partite disputate dalla nazionale italiana di Rugby nei primi tredici anni nel Sei Nazioni, commentato da Roberto Pedicini.

## Puntate
Elenco delle puntate dal 2008
- 31-03-2008: Ambrogio Fogar[4]
- 2008: Gennaro Gattuso[4]
- 2008: Antonio Cassano[4]
- 2008: Gigi Meroni[4]
- 2008: Sfide Olimpiche 2008[4]
- 03-07-2009: "Il coraggio e la libertà"[5]
- 10-07-2009: "Il romanzo di Ibra"[6]
- 07-08-2009: "Elogio della follia"[7]
- 11-09-2009: "Il paradiso esiste"[8]
- 13-11-2009: "Riscatto azzurro"[9]
- 16-07-2010: "Il calcio ai tempi di Gigi Riva"[10]
- 23-07-2010: "Sfide controcorrente"[11]
- 30-07-2010 "La seconda vita di Ivan Basso"[12]
- 06-08-2010: "Azzurro Baggio"[13]
- 13-08-2010: "Le migliori Olimpiadi della nostra vita"[14]
- 27-08-2010: "La grande Inter - Da Herrera a Mourinho"[15]
- 03-09-2010: "I mancini"[16]
- 10-09-2010: "L'uomo che verrà"[17]
- 17-09-2010: "Miracolo a Caserta"[18]
- 24-09-2010: "I due Cassano"[19]
- 04-01-2011: "Il volo di Fausto Coppi"[20]
- 30-05-2011: "Federica nuota da sola"[21]
- 06-06-2011: "L'ultima scommessa"[22]
- 13-06-2011: "Il calcio del pallone"[23]
- 20-06-2011: "I gemelli del gol"[24]
- 27-06-2011: "Fratelli d'Italia"[25]
- 04-07-2011: "La solitudine dell'ala destra"[26]
- 11-07-2011: "Davide contro Golia"[27]
- 18-07-2011: "L'uomo in più"[28]
- 25-07-2011: "Come giostre medievali"[29][30]
- 01-08-2011: "Calcio criminale"[31][32]
- 06-09-2011: "Speciale Maestrelli"[33]
- 25-10-2011: "Alessandro Del Piero"[34]
- 29-11-2011: "Ivan Gattuso da Schiavonea"[35]
- 20-12-2011: "L'ultima lezione di Bearzot"[36]
- 30-04-2012: "Renzo Arbore - La vita è tutta un jazz"[37][38]
- 01-10-2012 Gilles Villeneuve. L'acrobata della Formula Uno
- 29-10-2012 Chinaglia, calcio e pistole
- 05-11-2012 Fabio Cannavaro. Un capitano a Dubai
- 19-11-2012 L'Olimpiade perfetta
- 05-06-2013 Felice Gimondi. La promessa mantenuta
- 12-07-2013 Il romanzo dell'82
- 19-07-2013 Marco Simoncelli Sic per gli amici
- 26-07-2013 Agostino Di Bartolomei. Il capitano silenzioso
- 16-09-2013 I ragazzi di Maestrelli
- 23-09-2013 La meglio gioventù azzurra
- 07-10-2013 Mario Balotelli: perché sempre io?
- 14-10-2013 Gigi Meroni: quando un dribbling è più bello di un gol
- 21-10-2013 La Leggenda del n.7
- 28-10-2013 A volte rimontano
- 04-11-2013 Un'ottima annata a Milano
- 11-11-2013 Italia - Germania, la partita infinita
- 18-11-2013 Mitri - La Motta. L'Angelo Biondo e il Toro Scatenato
- 02-12-2013 Lo chiamavano Bonimba
- 16-12-2013 Maradona è meglio di Pelè?
- 30-04-2014 Speciale Ayrton Senna
- 02-05-2014 I nostri avversari amatissimi: Francia
- 09-05-2014 I nostri avversari amatissimi: Brasile
- 16-05-2014 I nostri avversari amatissimi: Germania
- 30-05-2014 I nostri avversari amatissimi: Inghilterra
- 05-06-2014 Pietro Mennea. Una vita da record
- 18-07-2014 Giacomo Agostini. L'irraggiungibile
- 25-07-2014 Gigi Meroni: quando un dribbling è più bello di un gol
- 08-08-2014 Mitri - La Motta. L'Angelo Biondo e il Toro Scatenato
- 15-08-2014 Walter Bonatti - Al di là delle nuvole
- 22-08-2014 Un'ottima annata a Milano
- 29-08-2014 I grandi duelli
- 04-01-2015 Il caso Pantani
- 06-02-2015 Zoff, il numero uno
- 13-02-2015 Azzurrogol
- 20-02-2015 Javier Zanetti
- 27-02-2015 Le sette meraviglie di Del Piero
- 06-03-2015 Roberto Baggio. Lo zen e l'arte del gol
- 13-03-2015 Tremate tremate Pepito Rossi sta per tornare
- 20-03-2015 Carlo Ancelotti, il re di coppe
- 27-03-2015 Paolo Maldini. L'invincibile
- 03-04-2015 Antonio Conte. Il mestiere di vincere
- 13-05-2016 Fino all'ultimo respiro
- 20-05-2016 Le grandi sorprese
- 27-05-2016 L'europeo perfetto
- 03-06-2016 I re d'europa
- 15-07-2016 L’avversario interiore
- 18-07-2016 Gli outsider
- 21-07-2016 Il sacrificio
- 23-07-2016 La convinzione nei propri mezzi
- 25-07-2016 Superare i limiti e le paure
- 28-07-2016 La perfezione
- 01-08-2016 Il coraggio
- 02-08-2016 Sfidare l’avversario
- 15-09-2019 Caro Fausto...

## Premi
Il programma ha vinto diversi premi tra i quali nel 2002 il Premio Flaiano e il Premio Regia Televisiva.